# پارک طبیعی برگشتراسه-اودنوالد
پارک طبیعی برگشتراسه-اودنوالد (به آلمانی: Geo-Naturpark Bergstraße-Odenwald) یک منطقهٔ مسکونی در آلمان است که در هسن واقع شده‌است.